# Mont Wutai
Pour les articles homonymes, voir Wutai.
Le mont Wutai (chinois : 五台山 ; pinyin : wǔtái shān ; Wade : Wou-T'ai-Chan ; litt. « mont aux cinq terrasses ») ou Wutai Shan est l'une des quatre montagnes sacrées bouddhiques de Chine. Il culmine à 3 058 m au pic Yedou. Il est situé sur le territoire de la ville-préfecture de Xinzhou, dans la province du Shanxi, à seulement quelques dizaines de kilomètres au sud de l'une des cinq montagnes sacrées de Chine : le mont Heng et à moins de 300 km de Pékin. Il a été inscrit sur la liste du patrimoine mondial de l'UNESCO le 26 juin 2009.

## Histoire
Sous les dynasties Sui (581 — 618) et Tang (618 — 907), on dénombre 360 temples attirant des religieux de Birmanie, Corée, Inde, Japon, Népal, Sri Lanka et Vietnam. Ils répandirent ensuite le culte de Manjushri dans le Sud-Est de l'Asie. Dans un de ces monastères, en 840, le moine japonais Ennin reçut le baptême et put alors y adorer « la dent du Bouddha, précieuse entre toutes les reliques » (R. Lévy) ; son journal décrit abondamment le mont Wutai à l'époque de la répression Tang.
Sous les dynasties Song (960 – 1279) et Yuan (1234/1279 – 1368), le nombre de temple se réduit, il n'en reste alors plus que 70 environ.
Sous la dynastie Ming (1368 – 1644), de nouveaux temples sont construits, on en dénombre 104.
Les monarques de la dynastie Qing (1644 – 1912) y pratiquent des pèlerinages dans le but de stabiliser les relations sociales avec leurs alliés mongols, proches (la Mongolie-Intérieure est située à moins de 200 km au nord du mont Wutai et les Mandchous dirigeants qing sont des Toungouses, peuple culturellement proche des Mongols) on y dénombre lamaseries tibétaines et 97 communautés bouddhistes han y cohabitant.
En mille ans d'histoire, depuis la période Wei du Nord, neuf empereurs ont effectué 18 pèlerinages pour rendre hommage aux bodhisattvas. Ces pèlerinages ont donné lieu à l'ajout de différentes stèles et d'inscriptions.

## Tibéto-Mongols

### Lamas tibétains

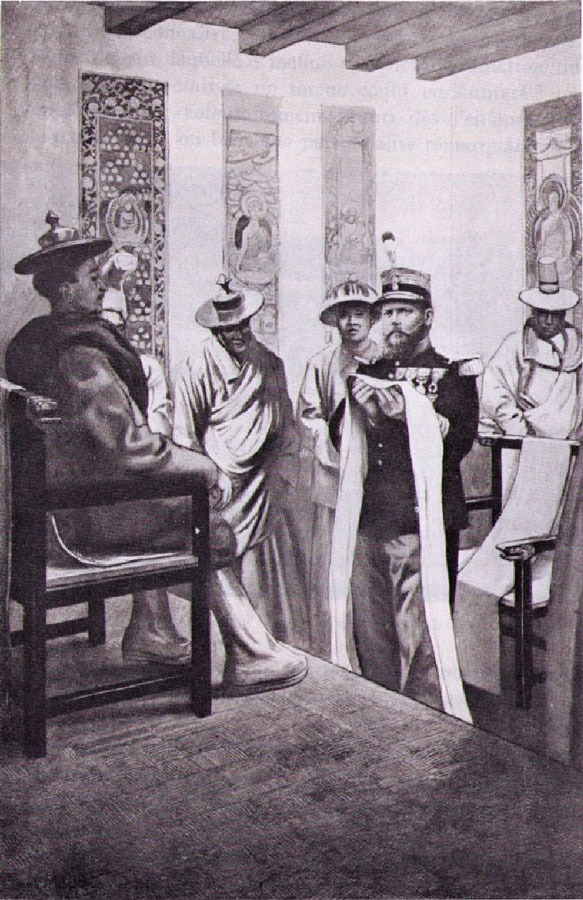
Henri d'Ollone offrant une écharpe de félicité à Thubten Gyatso, 13e dalaï-lama, lors d'une audience dans un temple du Wou-T'ai-Chan en 1908.

Les premiers monastères tibétains ont été construits dans la région par les empereurs mongols de la dynastie Yuan (1234/1279 – 1368).
Invité en Chine par l'empereur Yongle de la dynastie Ming, le 5e karmapa, Deshin Shekpa (1384 — 1415), se rendit du Tibet au palais impérial après un voyage qui lui demanda trois ans. Le 5e karmapa fit ensuite un pèlerinage aux célèbres montagnes sacrées Wutai Shan, ainsi que l'avaient fait les deux karmapas précédents.
Bien que la dynastie Qing finançât également les temples bouddhistes chinois de la montagne, les temples tibéto-mongols recevaient davantage de financement de la part de ces empereurs. Un statut particulier d'extra-territorialité était donné aux Tibétains, leur permettant de vivre dans cette région. Plus de 3 000 lamas y vivaient. Les représentants du dalaï-lama contrôlaient la région. Elle était devenue un lieu exotique pour les visiteurs chinois.
Thubten Gyatso, le 13e dalaï-lama, qui avait fui l'invasion britannique du Tibet, y trouve refuge en 1907 et 1908. Pendant cette période, ce site resta malgré tout un important lieu de pèlerinage pour les bouddhistes chinois.
À plusieurs reprises au cours des dernières années, notamment en 1998 et vers 2005 pour améliorer la relation de confiance durant les pourparlers sino-tibétains de 2002 à 2010, les autorités chinoises ont envisagé de permettre à Tenzin Gyatso, 14e dalaï-lama de visiter le mont Wutai, mais elles ont reculé. Pour Robert Barnett, ces revirements peuvent s'interpréter comme faisant partie de tractations de longue durée entre le dalaï-lama et Pékin.

Le 21 avril 2007, Tenzin Gyatso a déclaré : 

« La montagne aux Cinq Pics, ou Wutai Shan, en Chine est renommée pour son association avec Manjushri, le Bodhisattva de la Sagesse. Mon prédécesseur, le 13e dalaï-lama, a pu se rendre en pèlerinage là-bas et, depuis mon premier voyage en Chine en 1954, je chéris l'espoir que je pourrai suivre ses pas. Récemment, les autorités chinoises ont refusé ma demande, disant que les routes étaient infranchissables. Je suis sûr que la route est dégagée aujourd'hui. Lors des discussions que nous avons eues avec les autorités chinoises à propos de l'autonomie tibétaine, mes émissaires ont réitéré mon souhait de m'y rendre. Il y a de nombreux lieux sacrés en Chine, un pays où le bouddhisme s’est développé depuis longtemps. J'aimerais visiter certains de ces lieux. Et en même temps, pendant que je suis là-bas, j'espère pouvoir voir par moi-même les changements et les développements qui ont eu lieu en République populaire de Chine. »

### Pèlerinages mongols
Bien que les premiers temples tibétains de la région aient été créés par les empereurs mongols de la dynastie Yuan, il n'y a pas de preuves de pèlerinages mongols avant le milieu de la dynastie Qing, lorsque Changkya Rölpé Dorjé, le second ou troisième Changkya Khutukhtu nommé Qutuγtu, a passé 36 étés sur la montagne entre 1750 et 1786.

## Description du site
Le site, proche du xian de Wutai comporte 41 édifices religieux et 500 statues représentant les légendes bouddhistes. La salle orientale du temple de Foguang date de la dynastie Tang (618 — 907) est le dernier en bois datant de cette période. Des édifices plus récent, subirent les influences népalaises et mongoles.
Le mont abrite différents temples et monastères de confession bouddhique han (chán, mahāyāna pratiqué par les Hans) et Tibétains (principalement vajrayāna). Des pratiquants de toutes les confessions bouddhiques venus de toute l'Asie y pratiquent des pèlerinages.
Il est considéré comme le centre mondial du culte de Manjushri (en chinois 文殊菩薩, wénshū púsà).

## Quelques temples de la vallée
Sur le plateau même :
- Temple Pusading (chinois simplifié : 菩萨顶 ; chinois traditionnel : 菩薩頂 ; pinyin : Púsàdĭng Sì)
- Temple Tayuan (chinois : 塔院寺 ; pinyin : Tǎyuàn Sì)
- Temple Xiantong (chinois simplifié : 显通寺 ; chinois traditionnel : 顯通寺 ; pinyin : Xiǎntōng Sì)
- Temple Shouning (zh) (寿宁寺)
- Temple Bishan (zh) (碧山寺)
- Temple Puhua (zh) (普化寺)

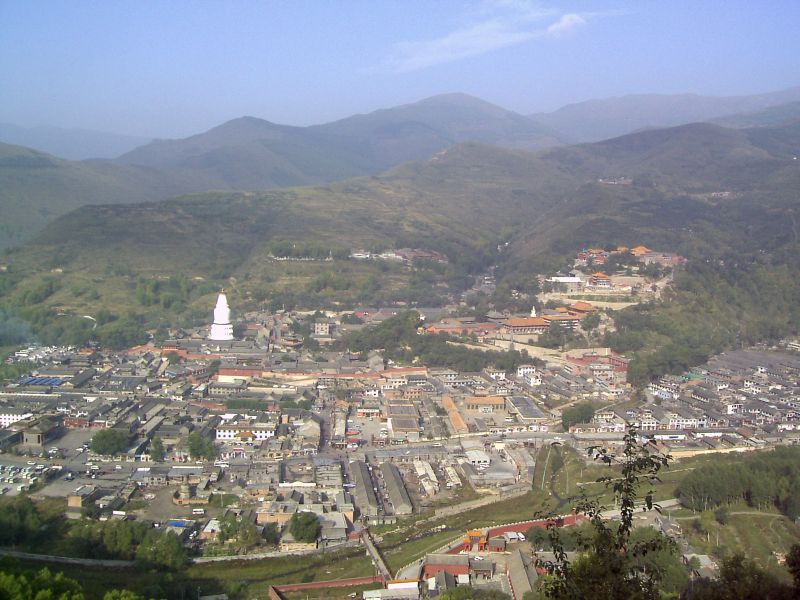
Vue panoramique d'une partie centrale de la vallée.

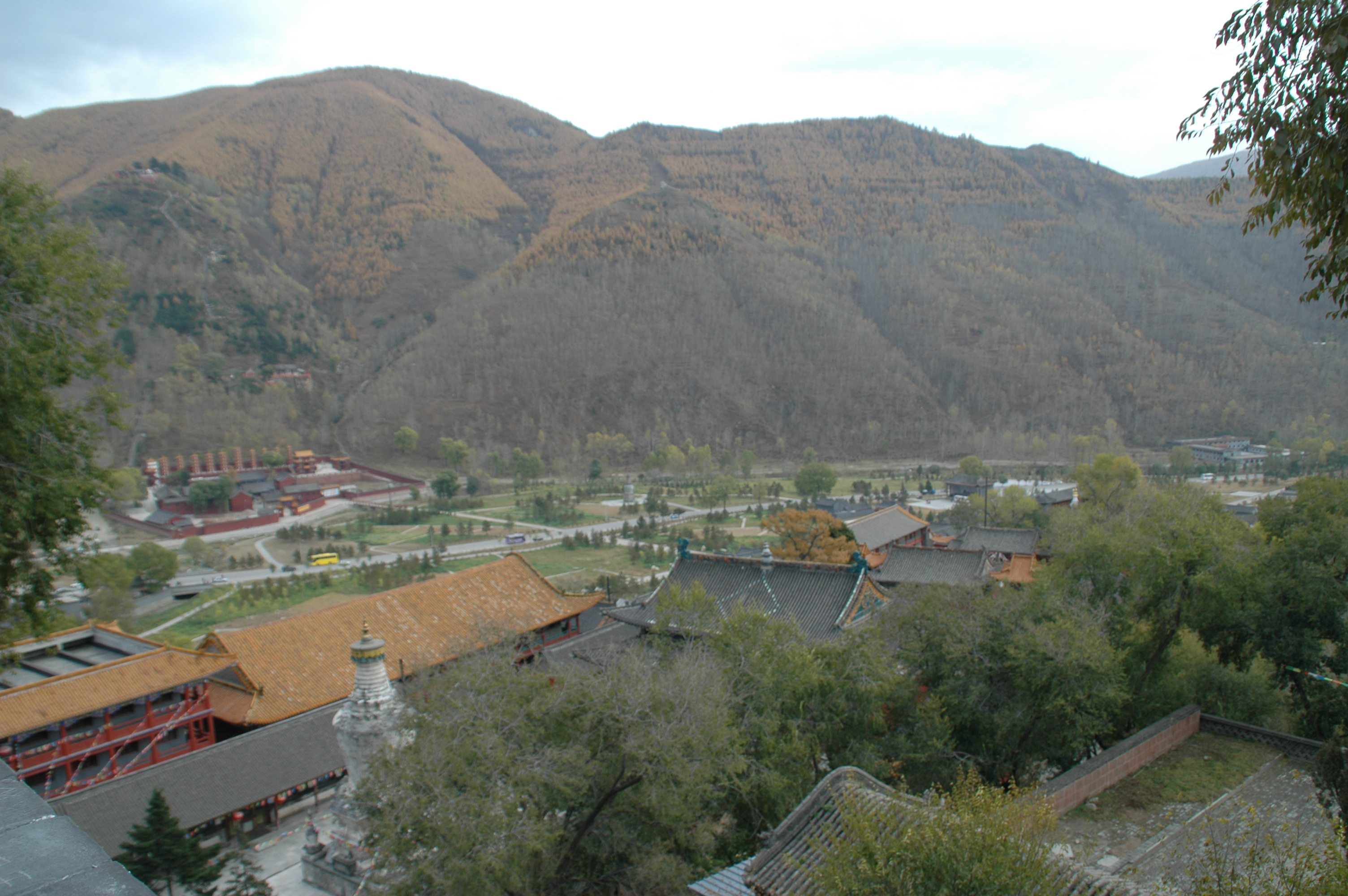
Vue depuis les hauteurs d'un temple.

- Temple Qixian (栖贤寺 / 棲賢寺), comportant la grotte de Guanyin, règne de Kangxi (1662 – 1722, dynastie Qing).
- Temple Shuxiang (zh) (殊像寺)
- Temple Guangsong (zh) (广宗寺)
- Temple Yuanzhao (zh) (圆照寺)
- Temple Longquan (zh) (龙泉寺)
- Temple Luohou (zh) (罗睺寺)
- Temple Jinge (zh) (金阁寺 / 金閣寺)
- Temple Zhenhai (zh) (镇海寺)
- Temple Guanhai (zh) (观海寺)
- Temple Zhulin (zh) (竹林寺)
- Temple Jifu (zh) (集福寺)
- Palais Shifang (zh) (十方堂)
- Pavillon Wangfu (zh) (万佛阁, pavillon des 10 000 bouddhas).
- Sommet Dailuo (zh) (黛螺顶
- Grande stupa (chörten) du temple Tayuan (塔院寺), 1302 (dynastie Yuan)
- etc.

Autour du plateau :
- Temple Yanqing (zh) (延庆寺)
- Temple de Nanchan (南禅寺 / 南禪寺)
- Temple mimi (zh) (秘密寺)
- Temple Fuguang (zh) (佛光寺)
- Temple Yanshan (zh) (岩山寺)
- Temple Zunsheng (zh) (尊胜寺 / 尊勝寺), dynastie Tang, reconstruit en 1026 sous les Song
- Temple Guangji (广济寺 / 廣濟寺)

Autres :
- Pagode du temple Linfeng (灵峰寺塔), 1257 (dynastie Yuan)

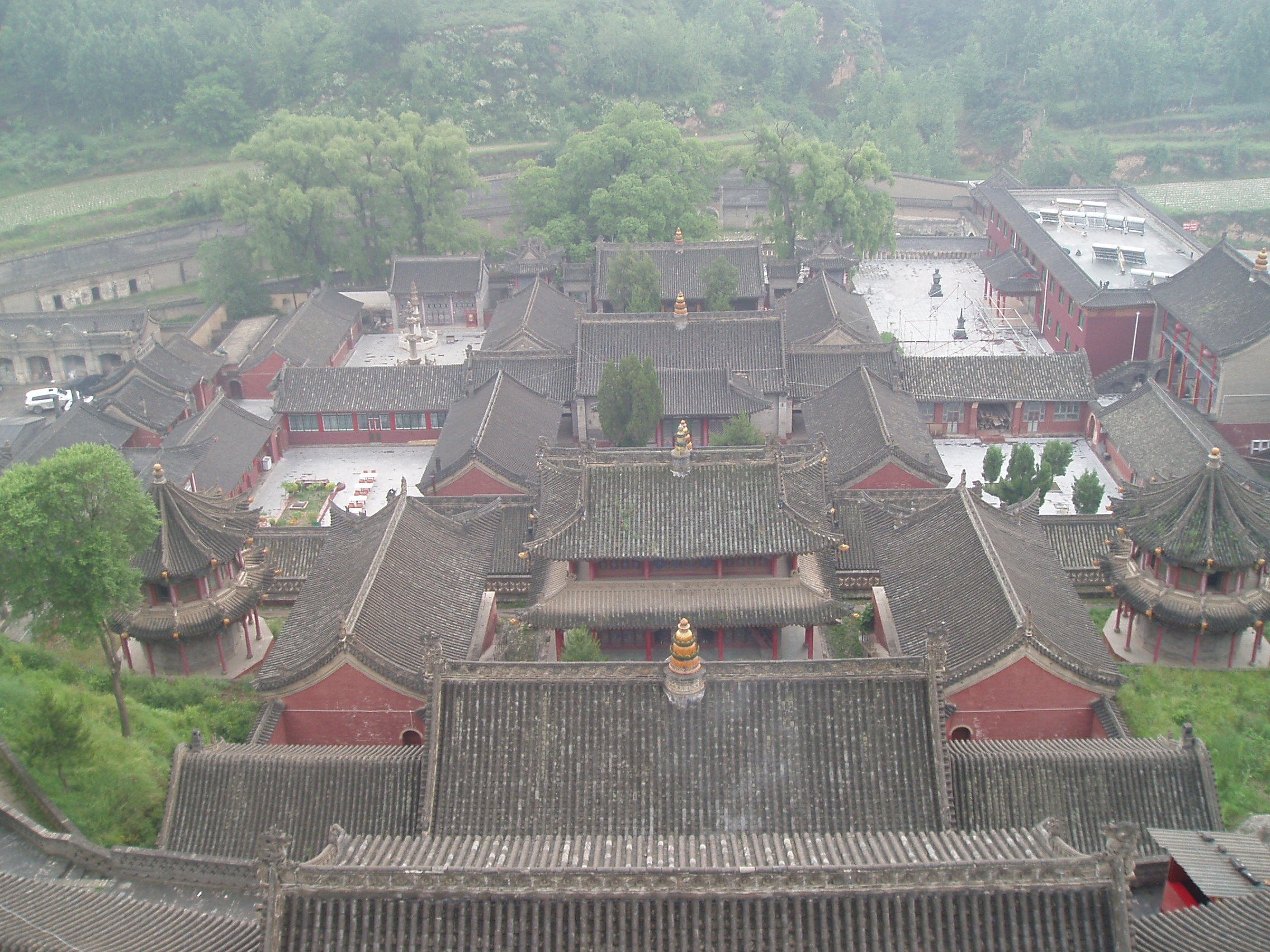
Temple Zunsheng (尊胜寺), dynastie Tang, reconstruit en 1026
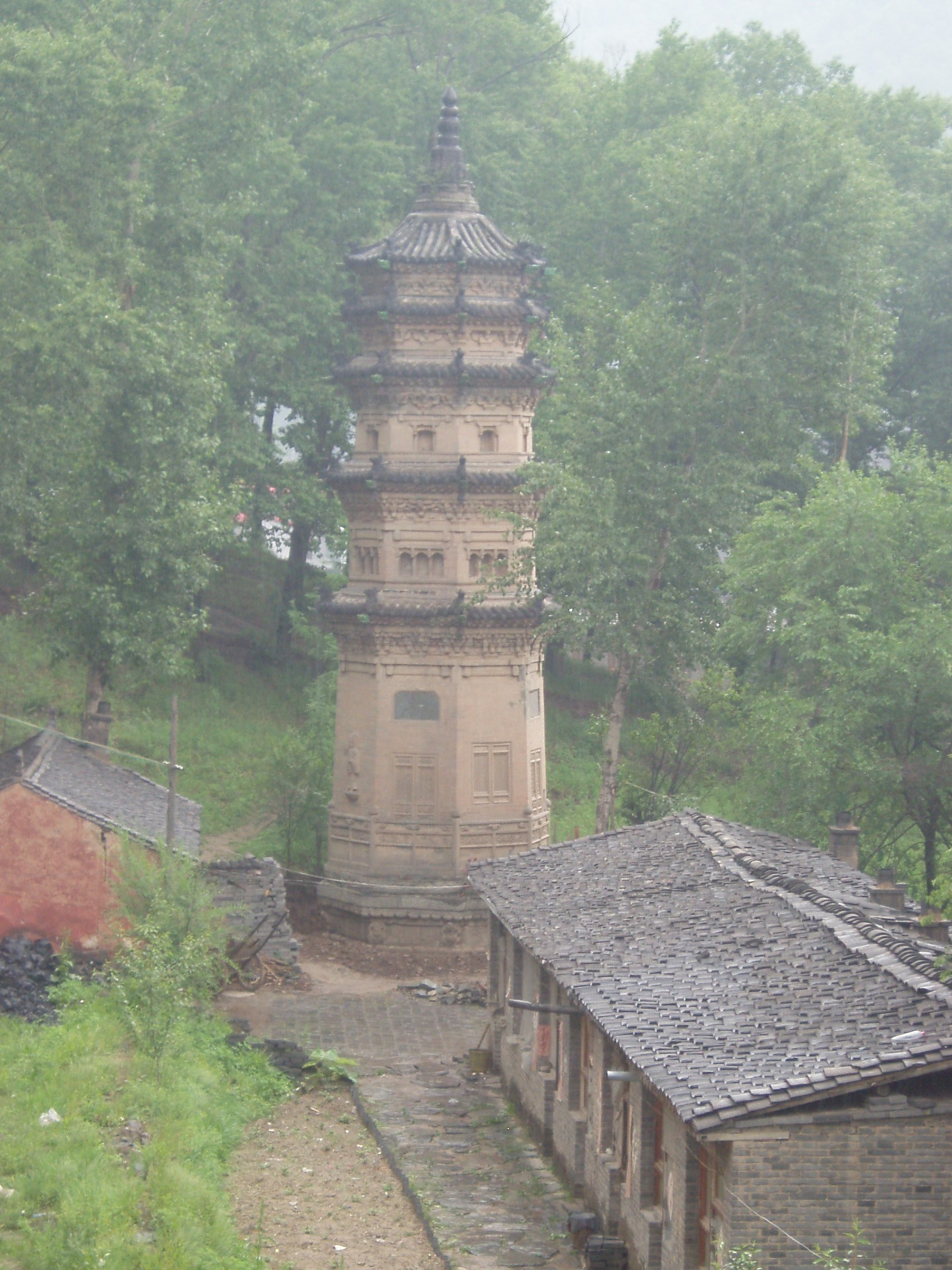
Tour du temple Linfeng (灵峰寺塔), datant de 1257
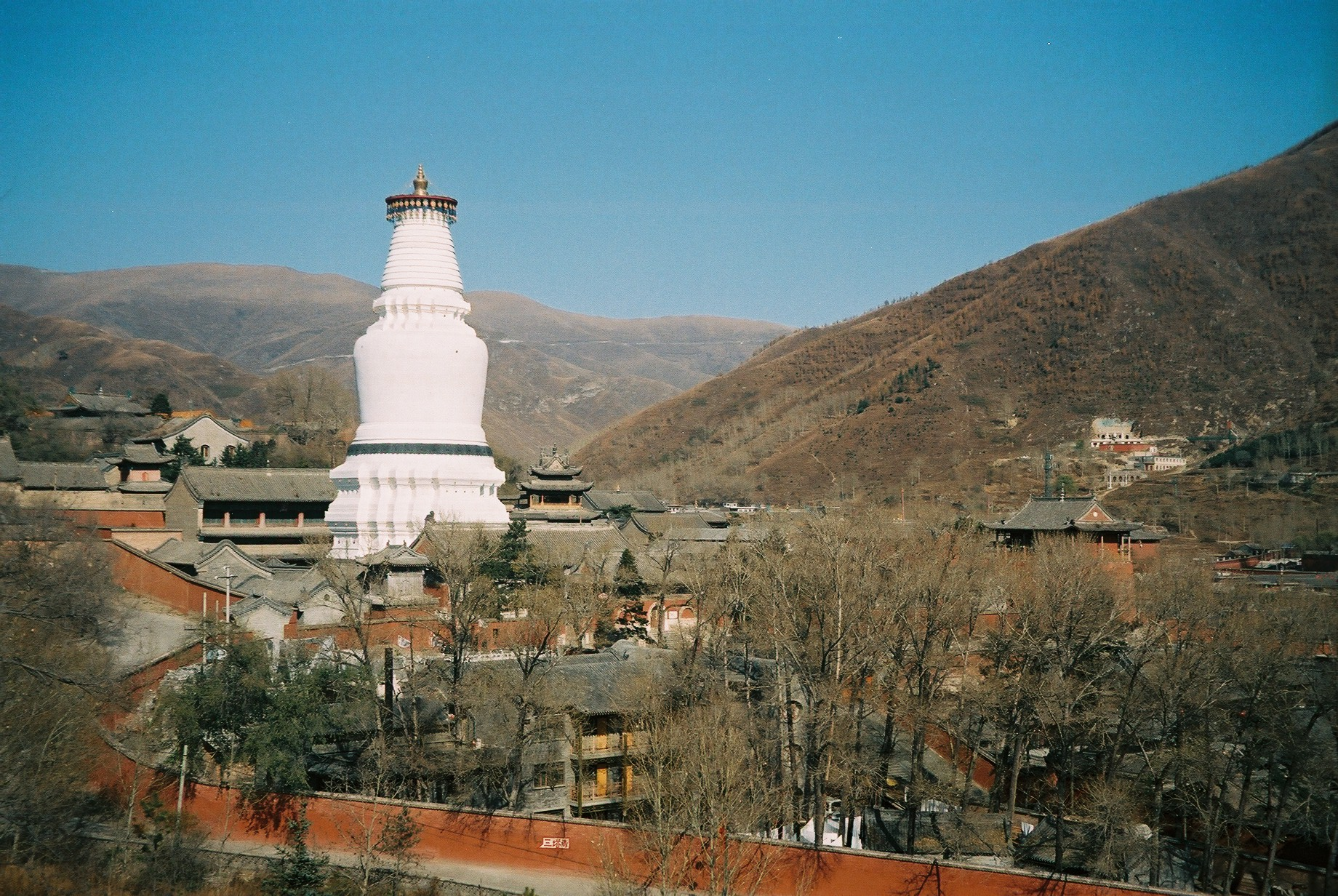
Grande stupa du temple Tayuan (塔院寺), 1302